# 费利西蒂·赫夫曼
菲莉絲蒂·肯德爾·夏夫曼（英語：Felicity Kendall Huffman，1962年12月9日—，又譯費莉希蒂·霍夫曼），出生于纽约，曾獲奧斯卡金像獎提名的美國女演員。以演出ABC系列電視劇《慾望師奶》中忙碌媽媽琳娜·史卡伏（Lynette Scavo）一角得名，且因此榮獲艾美獎。一年後，在獨立製片電影《窈窕老爸》中演出，並因此獲得金球獎與奧斯卡金像獎提名，及獲得許多影評人讚賞。2019年，夏夫曼捲入涉嫌在學校贿赂和诈骗被起诉，并认罪。夏夫曼因此被判14天徒刑。